# Odaxothrissa losera
Odaxothrissa losera är en fiskart som beskrevs av Boulenger, 1899. Odaxothrissa losera ingår i släktet Odaxothrissa och familjen sillfiskar. IUCN kategoriserar arten globalt som livskraftig. Inga underarter finns listade i Catalogue of Life.